# RAF Transport Command
RAF Transport Command dowództwo RAF utworzone 25 marca 1943 roku kontrolujące, koordynujące i nadzorujące wszystkie transportowe jednostki lotnicze RAF.
RAF Transport Command zostały utworzone z istniejącego wcześniej RAF Ferry Command. W pierwszym okresie istnienia w czasie II wojny światowej do zadań Transport Command należało odbieranie samolotów z fabryk i dostarczanie ich do jednostek. Z czasem jego rola wzrastała. Najpierw zostało użyte do transportu jednostek spadochronowych. Po zakończeniu działań wojennych nastąpił jego szybki rozwój.  
Transport Command odegrało decydującą rolę w tworzeniu mostu powietrznego w czasie blokady Berlina w latach 1948-1949.  
Do innych głównych działań RAF Transport Command z okresu zimnej wojny były: 
- ewakuacja personelu wojskowego z rejonu Kanału Sueskiego przed i po zakończeniu kryzysu sueskiego (październik-listopad 1956);
- ewakuacji i transportu rannych z Korei Południowej w czasie wojny koreańskiej;
- działania na Oceanie Indyjski i Pacyfiku. W latach sześćdziesiątych nastąpiła powolna redukcja Transport Command i w rezultacie w 1967 roku ich przemianowanie na Air Support Command.

## Dowódcy
- 25 marca 1943 - Air Chief Marshal Sir Frederick Bowhill
- 15 lutego 1945 - Air Marshal Sir Ralph Cochrane
- 24 września 1947 - Air Marshal Sir Brian Edmund Baker
- 31 marca 1950 - Air Marshal Sir Aubrey Ellwood
- 1 stycznia 1952 - Air Vice Marshal R S Blucke
- 3 czerwca 1952 - Air Vice Marshal C E N Guest
- 15 marca 1954 - Air Vice Marshal G R Beamish
- 15 października 1955 - Air Marshal Sir Andrew McKee
- 16 maja 1959 - Air Marshal Sir Denis Barnett
- 30 kwietnia 1962 - Air Marshal Sir Edmund Hudleston
- 1 grudnia 1963 - Air Marshal Sir Kenneth Cross
- 27 stycznia 1967 - Air Marshal Sir Thomas Prickett